# Refet Bele

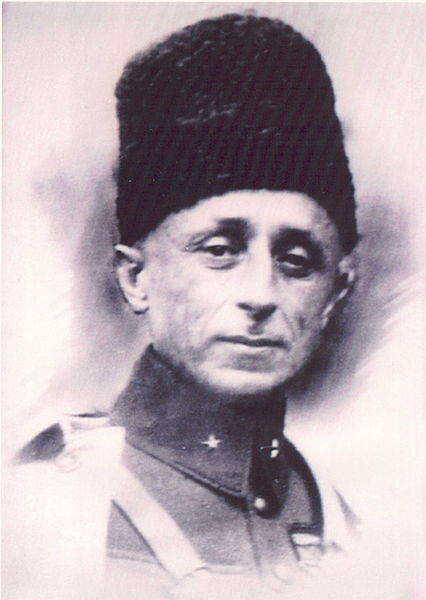
Refet (Bele) im Jahr 1922

Refet Bele (auch İbrahim Refet Efendi oder Refet Pascha, * 1881 in Istanbul; † 2. Oktober 1963 ebenda) war ein osmanisch-türkischer Soldat und Politiker. Er war einer der fünf führenden Militärs des Türkischen Befreiungskriegs. (Die anderen waren Mustafa Kemal Atatürk, Ali Fuat Cebesoy, Kâzım Karabekir und Rauf Orbay.) In den ersten Jahren der türkischen Republik war er Innenminister und Verteidigungsminister.

## Familie und Schulbildung
Refet Bele kam 1881 als Kind von Mehmet Servet Bey und Adviye Hanım im Istanbuler Stadtteil Beşiktaş auf die Welt. Seine Familie stammt aus Saloniki in Griechenland. Sein Nachname Bele, den er 1934 nach dem neuen türkischen Namensgesetz annahm, stammt von dem Ort Bjala in Rumelien (heute Bulgarien). Aus Bele kam sein Großvater Beleli Mehmet Bey. Wegen der Unruhen auf dem Balkan wanderte die Familie nach Istanbul aus, kehrte aber, während Refet Bele noch ein Baby war, nach Saloniki zurück. Nachdem er die Schule in Saloniki besucht hatte, ging er auf die Militärschule nach Istanbul.
1898 schloss er die Schule im Rang eines Leutnants ab und wurde der 3. Armee zugeteilt. 1903 war er an der Niederschlagung des bulgarischen Ilinden-Preobraschenie-Aufstandes beteiligt. Im selben Jahr wurde er Oberleutnant und 1906 zum Hauptmann befördert. Refet Bey wurde 1908 zu einem Mitglied des Komitees für Einheit und Fortschritt und war ein enger Freund von Talât Pascha. 1909 fing er an der Militärakademie an und kämpfte im Italienisch-Türkischen Krieg und in den Balkankriegen. Nach dem Abschluss der Akademie am 1. November 1912 kam er in den Generalstab. Im Ersten Weltkrieg kämpfte er an der Front in Syrien und Palästina unter dem Kommando von Otto Liman von Sanders gegen die Briten und zeichnete sich in der zweiten Schlacht um Gaza im April 1917 aus. Er erhielt viele Auszeichnungen und Medaillen. Doch die Osmanen konnten die Briten am Vordringen letztendlich nicht hindern. So wurde Refet Beys Einheit in der Schlacht bei Megiddo am 18. und 19. September 1918 völlig aufgerieben. Die Front brach zusammen und die Briten drangen bis Damaskus vor.

## Befreiungskrieg

### Widerstand in Istanbul
Nach der Unterzeichnung des Waffenstillstand von Mudros im Oktober 1918 zwischen dem Osmanischen Reich und dem Vereinigten Königreich und Frankreich kehrte Refet Bey nach Istanbul zurück und wurde zum Leiter der Jandarma. Zu der Zeit hatte er Kontakt zur Widerstandsbewegung in Anatolien und schickte Waffen dahin. Es fanden Treffen zwischen Refet Bey und Mustafa Kemal, Ali Fuat, Rauf Bey und Kâzım Karabekir in Istanbul statt, wo über die Führungsrolle der Widerstandsbewegung entschieden wurde. Am 19. Januar 1919 wurde Refet Bey seines Amtes als Jandarmaleiter enthoben.

### Ankunft in Anatolien und Rücktritt
Mustafa Kemal wurde von der Regierung beauftragt, die osmanische Armee in Anatolien zu demobilisieren. So machte sich Mustafa Kemal per Schiff von Istanbul auf und landete am 16. Mai 1919 in Samsun. Refet Bey befand sich an der Seite Mustafa Kemals und wurde zum Befehlshaber des 3. Korps in Sivas. In dem Amasyaerlass vom 21. Juni 1919, den Refet Bey mit unterzeichnete, wurden grundlegende Punkte der Widerstandsbewegungen erklärt und ein Kongress gefordert. Als die Briten Soldaten nach Samsun schickten, hielt Refet Bey diese bei Kavak auf. Die Regierung in Istanbul forderte Refet Bey zum Gehorsam und zur Abkehr von Mustafa Kemal ab. Refet Bey erklärte daraufhin am 12. Juli 1919 seinen Rücktritt als Kommandeur des 3. Korps. Einen Tag später wurde im Amtsblatt erklärt, dass Refet Bey seines Amtes enthoben worden ist.

### Die Kongresse von Erzurum und Sivas
Nach seinem Austritt aus der Armee nahm Refet Bey als Delegierter an den Kongressen von Erzurum und Sivas teil. General Kazim Karabekir erhielt aus Istanbul einen Haftbefehl gegen Refet Bey und Mustafa Kemal Pascha. Doch in einem Telegramm schrieb Karabekir, dass beide nichts Ungesetzliches tun würden und verweigerte den Befehl.
Um die Widerstandsbewegung besser zu koordinieren, wurde ein Repräsentativkomitee (Heyet-i Temsiliye) gebildet. Auf dem Kongress von Sivas wurde Refet Bey auch in das Komitee gewählt. In Sivas hielt er dann eine lange Rede, worin er für eine Türkei unter einem Mandat der USA eintrat. Später wurde er nach Konya geschickt, wo er den Vali (Gouverneur), der loyal zum Sultan war, umstimmen sollte. Doch kurz vor seiner Ankunft in Konya war der Vali nach Istanbul geflohen.

### Kommando über die Front in Aydın
Das Kommando über die Westfront erhielt Ali Fuat Cebesoy. Dieser setzte dann Refet Bey als Kommandeur für die Region Aydın ein. Aydın wurde von den Gruppen der Kuvayı Milliye gehalten. Daraufhin ging Refet Pascha von Konya nach Aydın. Dort konnte er den Milizenführer Demirci Mehmet Efe für den Widerstand gewinnen. Unter dem Kommando von Refet wurden zwei Korps in Aydın stationiert. Von hier aus konnte er geheime Waffenlieferungen aus Istanbul nach Ankara weiterschicken. Außerdem erbeutete er Waffen und Munition der italienischen Besatzer in Antalya.

### Abgeordneter und Minister
Refet Bey wurde als Abgeordneter für Izmir ins Osmanische Parlament gewählt, aber ging wegen angeblicher gesundheitlicher Probleme nicht nach Istanbul. Als Istanbul von den Alliierten besetzt und das Osmanische Parlament aufgelöst wurde, nahm Refet am 19. März an den Wahlen zum Parlament der Widerstandsbewegung in Ankara teil und gewann.
Refet Bey war an der Niederschlagung einiger Aufstände beteiligt. Dazu gehörten die Aufstände der Kalifatanhänger in Düzce und der Yozgataufstand. Im August desselben Jahres kehrte er nach Ankara zurück. Vorher am 25. Juli hatte der Sultan sein Todesurteil bekannt gegeben.
Am 16. September 1920 wurde Refet zum Innenminister gewählt. Als Innenminister ließ er einen Aufstand in Konya niederschlagen. Doch weil er selten in Ankara war, wurde das Innenministerium durch seinen Vertreter Adnan Adıvar geleitet. Aus Angst vor einer Diktatur Mustafa Kemals gründeten einige Politiker und Mitglieder der aufgelösten Grünen Armee, einer anderen Widerstandsorganisation, die linke Partei Halk Zümresi. Mustafa Kemal ließ im Oktober eine eigene linke Partei namens Türkiye Komünist Fırkası gründen. Weiterhin bewegte er einige Mitglieder der Halk Zümresi in seine Partei einzutreten. Refet wurde auch Mitglied der Partei. So konnte Mustafa Kemal die linken Oppositionellen kontrollieren. Am 18. März 1921 trat Refet von seinem Ministeramt zurück.

### Südfront und Aufstände
Am 22. Juni 1920 begannen die griechischen Truppen ihren Angriff und besetzten Balıkesir und Bursa. Daraufhin begannen die Türken die Kuvayı Milliye aufzulösen und eine professionelle Armee aufzubauen. Die Front gegen die Griechen in Westanatolien wurde in zwei Einheiten aufgeteilt. Der nördliche Abschnitt wurde von İsmet İnönü und der südliche Teil von Refet kommandiert.
Refet begann aus den Milizgruppen wie denen von Demirci Mehmet Efe, Sarı Efe und Yörük Ali Efe berittene Einheiten zu bilden. Als sich Demirci Mehmet Efe weigerte sich der Armee anzuschließen, entsandte die Regierung in Ankara Refet Bey gegen ihn. Am 16. Dezember trafen Demirci Mehmet Efe und Refet bei İğdecik aufeinander. Demirci Mehmet Efe ergab sich am 30. Dezember 1920. 
Die Niederschlagung des Yozgataufstandes war der Beginn der Entzweiung und von Unstimmigkeiten zwischen Refet und Çerkez Ethem. Çerkez Ethem beschwerte sich bei Mustafa Kemal über Refet und wollte, dass İsmet İnönü die gesamte Westfront leiten solle. Mustafa Kemal lehnte eine Entlassung ab und befahl Çerkez Ethem, der kurz vorher seine Loyalität gegenüber dem Sultan bekundet hatte, sich ohne Wenn und Aber der Armee anzuschließen. Çerkez Ethem verweigerte dies. Am 3. Januar 1921 ergaben sich nach einem gemeinsamen Angriff von Refet und İsmet İnönü ein großer Teil der Männer Çerkez Ethems. Er selber konnte mit seinen Brüdern fliehen und suchte bei den Griechen Zuflucht. Mustafa Kemal Pascha kritisierte später in seinem Nutuk Refet dafür, dass er sie entkommen gelassen habe.
Die Griechen nutzen am 6. bis 11. Januar 1921 den Aufstand von Çerkez Ethem für eine Offensive, wurden dann aber von Refet zurückgeschlagen. Deswegen wurde er zum Generalmajor befördert. Am 18. März 1921 trat er vom Amt des Innenministers zurück. Eine weitere Offensive der Griechen wurde bei der zweiten Schlacht von İnönü abgewehrt. Wegen einiger Misserfolge Refets beschloss Mustafa Kemal die zwei Frontabschnitte zusammenzufassen und übergab das Kommando İsmet İnönü. Refet wurde das Amt des Verteidigungsministers angeboten. Doch er wollte Generalstabschef werden, was ihm verweigert wurde. Daraufhin zog er sich in ein Landhaus in Kastamonu zurück.

### Innen- und Verteidigungsminister
Nach einer Ruhephase wurde Refet (nunmehr Pascha) am 30. Juni 1921 zum zweiten Mal Innenminister. In dieser Zeit hatte er mit dem Koçgiri-Aufstand und Unruhen in Dersim, wo die Menschen eine eigene Verwaltung haben wollten, zu tun. Am 5. August 1921 wurde er zusätzlich Verteidigungsminister. Durch seine Ideen wie das Schneidern von Soldatenmützen aus Teppichen oder die Fertigung von Schwertern aus Schrott trug er viel bei zu den Erfolgen der Armee. Aus gesundheitlichen Gründen trat er am 10. Januar 1922 als Verteidigungsminister zurück. Nach seinem Rücktritt als Minister wurde er zum Vorsitzenden des Türkischen Roten Halbmonds. Bei den Verhandlungen zum Waffenstillstand von Mudanya nahm Refet auch teil.

### Repräsentant in Istanbul
Mit der Übergabe Thrakiens an die Türkei gemäß dem Vertrag von Mudanya wurde Refet Pascha beauftragt. Dieser traf am 19. Oktober in Istanbul ein. Gleichzeitig löste er auch Hamit Hasancan als Repräsentanten von Ankara in Istanbul ab. Obwohl es nicht im Vertrag von Mudanya stand, konnte Refet die Alliierten dazu bringen die Halbinsel Gallipoli in türkische Verwaltung zu übergeben. 
Als am 2. November 1922 per Gesetz das Sultanat aufgehoben wurde, hatte Refet die Aufgabe diese Neuigkeit dem Sultan Mehmet VI. beizubringen. In Vereinbarung mit Ankara wurde der entmachtete Sultan mit einem britischen Kriegsschiff ins Exil gebracht. Da aber der Sultan gleichzeitig Kalif war, ging dieses Amt an Abdülmecit II. über. Dieser musste Ankara erklären, dass er kein Interesse am Sultantitel hatte. Am 4. November 1922 war die letzte osmanische Regierung unter Großwesir Ahmed Tevfik Pascha zurückgetreten und einen Tag später wurden alle Ministerien in Istanbul aufgelöst. Mit der Übergabe Ostthrakiens am 29. November 1922 war Refets Aufgabe in Istanbul beendet. Er wurde von Adnan Adıvar abgelöst.
Am 30. November 1922 begannen dann die Verhandlungen zwischen den Alliierten und der Türkei in Lausanne. Als die Gespräche zu scheitern drohten, trafen die Türken Vorbereitungen für einen erneuten Krieg. Refet wurde mit dem Aufbau einer Armee beauftragt. Doch in einem erneuten Anlauf kam dann der Vertrag von Lausanne zustande. Nach der Ausrufung der Republik Türkei am 23. April 1923 wurden Wahlen zum neuen Parlament abgehalten. Refet wurde zum Abgeordneten von Istanbul gewählt. Nachdem am 8. Oktober 1923 Refet Karriere bei der Armee endete, machte er als Abgeordneter weiter.

## Nach der Republikgründung

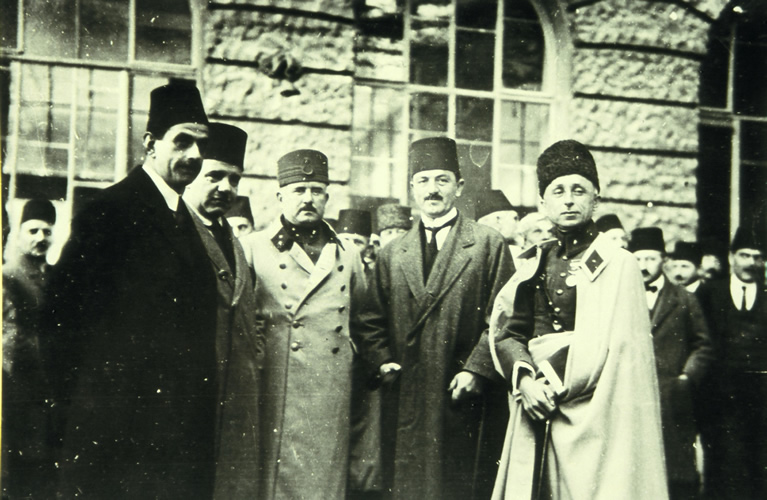
Adnan (Adıvar), Ali Fuat (Cebesoy), Kâzım Karabekir, Rauf (Orbay) und Refet (Bele).

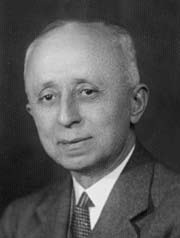
Refet Bele (1939)

### Terakkiperver Cumhuriyet Fırkası
In den ersten Jahren der Republik führte die Regierung viele tiefgreifende Reformen durch. Refet Bele trat beunruhigt durch das hohe Tempo der Reformen am 9. November 1924 aus der CHP aus. Zusammen mit anderen gründete er am 17. November die Partei Terakkiperver Cumhuriyet Fırkası. Er wurde zusammen mit Kâzım Karabekir, Ali Fuat Cebesoy und Rauf Orbay von Atatürk in seiner Rede Nutuk mehrfach kritisiert. Die neue Partei wurde 1925 verboten. Als 1926 Pläne für ein Attentat auf Atatürk entdeckt wurden, wurde unter anderem auch Refet Bele verhaftet. Er wurde jedoch vor dem Unabhängigkeitsgericht freigesprochen.
Am 1. November 1926 legte er sein Parlamentsmandat nieder und wurde auf eigenen Wunsch am 8. Dezember 1926 vom Militär in den Ruhestand versetzt. Bis 1935 hielt er sich von der Politik fern.

### Cumhuriyet Halk Partisi
Nach Atatürks Tod näherte sich İsmet İnönü den alten Oppositionellen an. Sie wurden begnadigt und konnten in die CHP zurückkehren. So kam es, dass in den Parlamentswahlen 1939 Refet Bele zusammen mit Kâzım Karabekir, Hüseyin Cahit Yalçın und Ali Fuat Cebesoy in das Parlament gewählt wurden. Refet Bele war in der V. Legislaturperiode Abgeordneter für Istanbul. In den nächsten drei Perioden wurde er wiedergewählt und blieb so bis 1950 im Parlament. 
Danach wurde er am 8. April 1950 zum türkischen Delegierten der UN-Agentur für Palästinensische Flüchtlinge in Beirut ernannt. Diesen Posten hatte er bis zum 22. Februar 1961 inne. 
1949 heiratete Refet Bele Perihan Hanım und bekam 1953 eine Tochter namens Zeynep Asuman Begüm. Refet Bele war Mitglied der Großloge der Freien und Angenommenen Maurer der Türkei.

## Tod
Refet Bele starb am 2. Oktober 1963 an den Folgen eines Schlaganfalles. Er wurde auf dem Friedhof Zincirlikuyu in Istanbul beigesetzt. Auf dem Türkischen Staatsfriedhof in Ankara ist er mit einem symbolischen Grab geehrt.